# 周裔登
周裔登（1534年—？），字朝亮，廣東廣州府南海縣人，民籍，明朝政治人物。

## 生平
嘉靖四十年（1561年）辛酉科廣東鄉試第十三名舉人，隆慶二年（1568年）中式戊辰科會試第三百二十七名，三甲第二百七十五名進士。授福建上杭縣知縣，丁内艱，調補仙居縣知縣，剔弊釐奸，催利不擾。萬曆十年升漳州府同知，擢户部郎中，出为邵武府知府，倣紫陽社倉以備荒，申藍田約束以範俗，任满五載，萬曆二十一年（1593年）七月升雲南按察司副使。以老辭歸。歷俸所得，與諸弟均之。兩救覆舟，歲饑，賑濟活千人。在漳州時，有戴姓商人負奇冤，裔登力出之。及入覲，舟次安慶，風濤撼甚，忽見前商立水次，旣而他舟俱覆，惟裔登無恙，咸謂之結草之報。

## 家族
曾祖周景彬；祖父周昺；父周楫，母勞氏。慈侍下。弟周裔遷、周裔先。
弟裔先，隆慶進士，累官太僕卿。子周夢鯉，舉人。